# 佐野鹿十郎
佐野 鹿十郎（さの しかじゅうろう、生没年不詳）は、安土桃山時代～江戸時代の剣客。薩摩藩士佐野帯刀の次子。

## 人物
慶長13年（1608年）、島津家久の琉球征伐のとき、軍令にそむいて追放され、肥後熊本の熊見川沿岸で漁業をいとなんでいたところ、そこに熊本藩の剣道師範浮田伝五右衛門の妻とむすめがそこに花見にきて、悪漢にくるしめられていたのをすくったことなどが縁となって、浮田方の食客となった。
浮田には民十郎、民之助という2子がいて、浮田の弟子の立花主水は浮田のむすめに恋文をおくって破門されたのをうらみ、藩侯の宝蔵の刀をぬすんで民十郎のせいにして、民十郎は追放され、浮田は閉門となった。
ときに、主人の家に大館七郎左衛門という八重垣流の剣客がいて、そのてなみを藩侯にみせて仕をもとめていたが、適当な相手がいないため、特に閉門ちゅうの浮田に命じて大館と試合をさせたところ、浮田が勝った。
主水、大館はこれをうらみ、その夜、浮田方をおそって浮田をころした。
浮田は、鹿十郎をむすめのむことするよう、敵討ちの加勢をするよう遺言した。
鹿十郎は民之助とともに敵討ちにでて、民之助は近江で大館のために返り討ちにあったが、寛永9年（1632年）、ついに越前福井で大館を民十郎とともに討ち取り、かつ宝蔵の刀を大館の家から取り返し、冤罪をはらした。
のち、熊本藩につかえ、800石を領したが、薩摩侯が切に請うて鹿十郎を召還した。